# Listă de cântărețe rock
Aceasta este o listă a cântărețelor de muzică rock. Pentru cântărețe de heavy metal, vezi Lista cântărețelor de heavy metal.

## A
- Lee Aaron
- Sara Acker (Inhabited)
- Pearl Aday
- Sade Adu
- Kim Anderson (Flee the Seen)
- Laurie Anderson
- Agent M (Tsunami Bomb)
- Dot Allison
- Cindy Alter (Clout)
- Zayra Alvarez
- Amber
- Tori Amos
- Vanessa Amorosi
- Christina Amphlett (Divinyls)
- Brett Anderson (The Donnas)
- Emma Anderson (Lush)

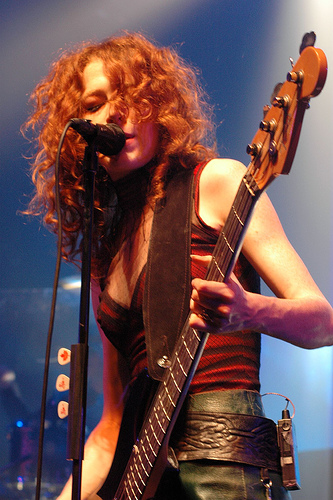
Melissa Auf der Maur

- Signe Toly Anderson (Jefferson Airplane)
- Andrea Echeverri (Aterciopelados)
- Maria Andersson (Sahara Hotnights)
- Imogen Andrews (Strange Nature)
- Anouk
- Sarah Anthony (The Letter Black)
- Fiona Apple
- Tasmin Archer
- Ariel (Icon For Hire)
- Joan Armatrading
- Emily Armstrong (Dead Sara)
- Kat Arthur (Legal Weapon)
- Stephanie Ashworth (Something for Kate)
- Carrie Askew (Shampoo)
- Aylin Aslim
- Nicole Atkins
- Melissa Auf der Maur (Auf der Maur, Hole)
- Jennifer Ayache (Superbus)
- Caroline Azar (Fifth Column)

## B
- Joan Baez

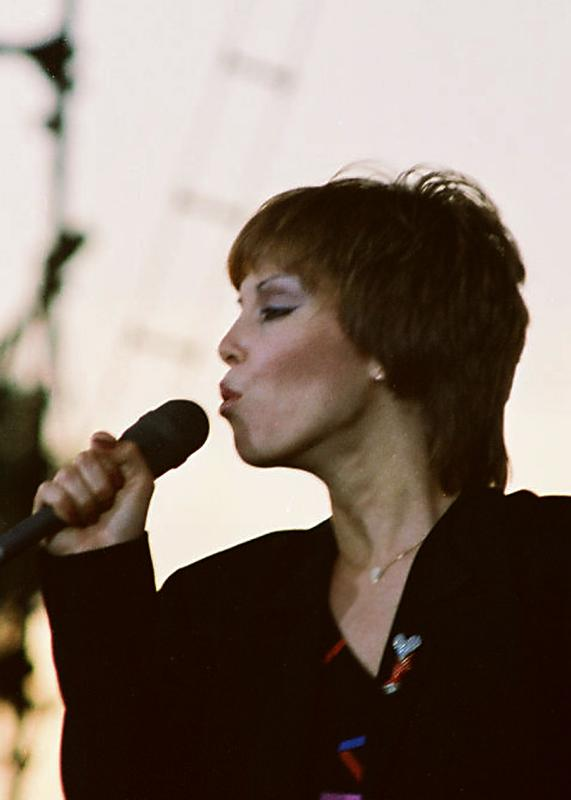
Pat Benatar

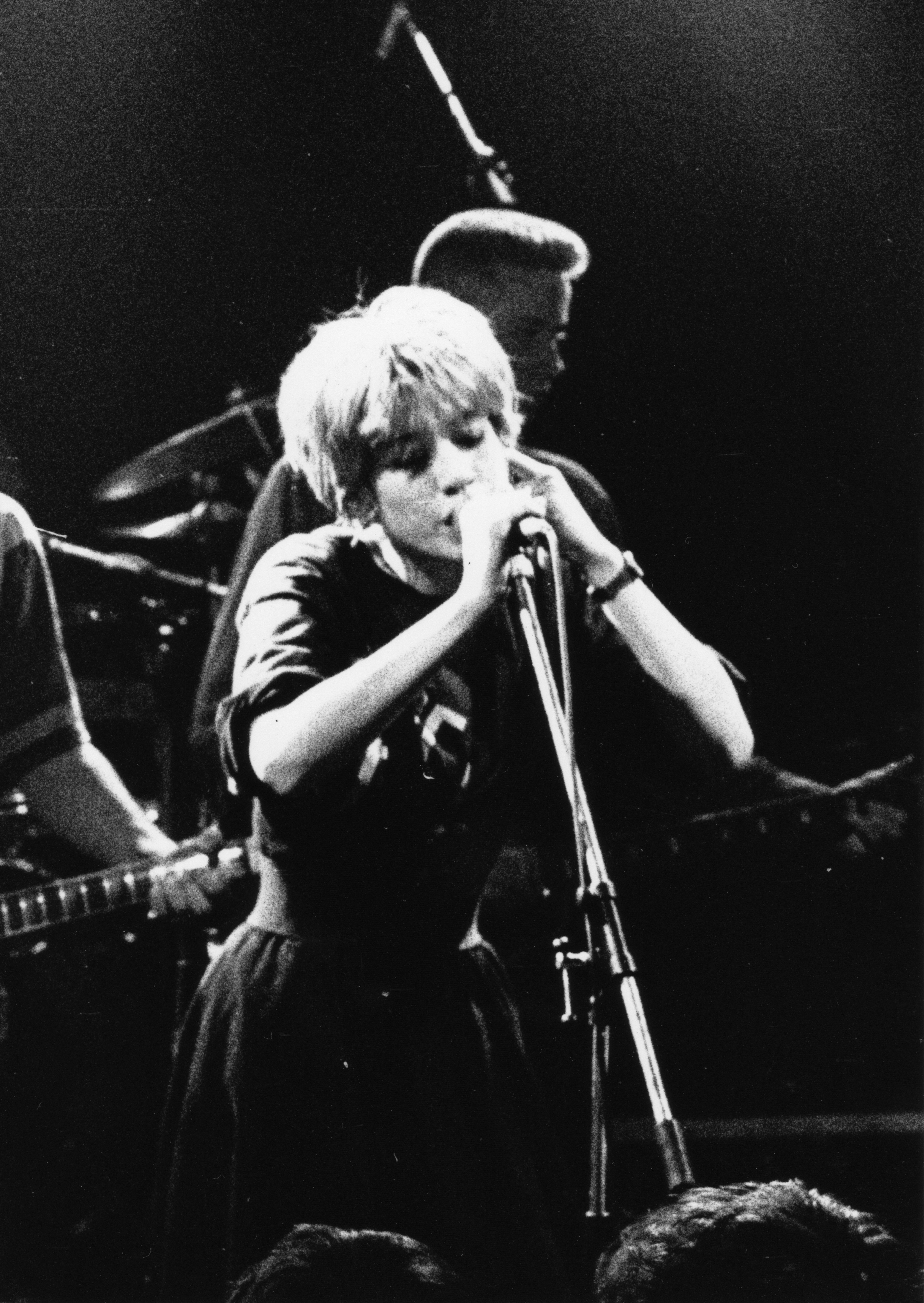
Miki Berenyi

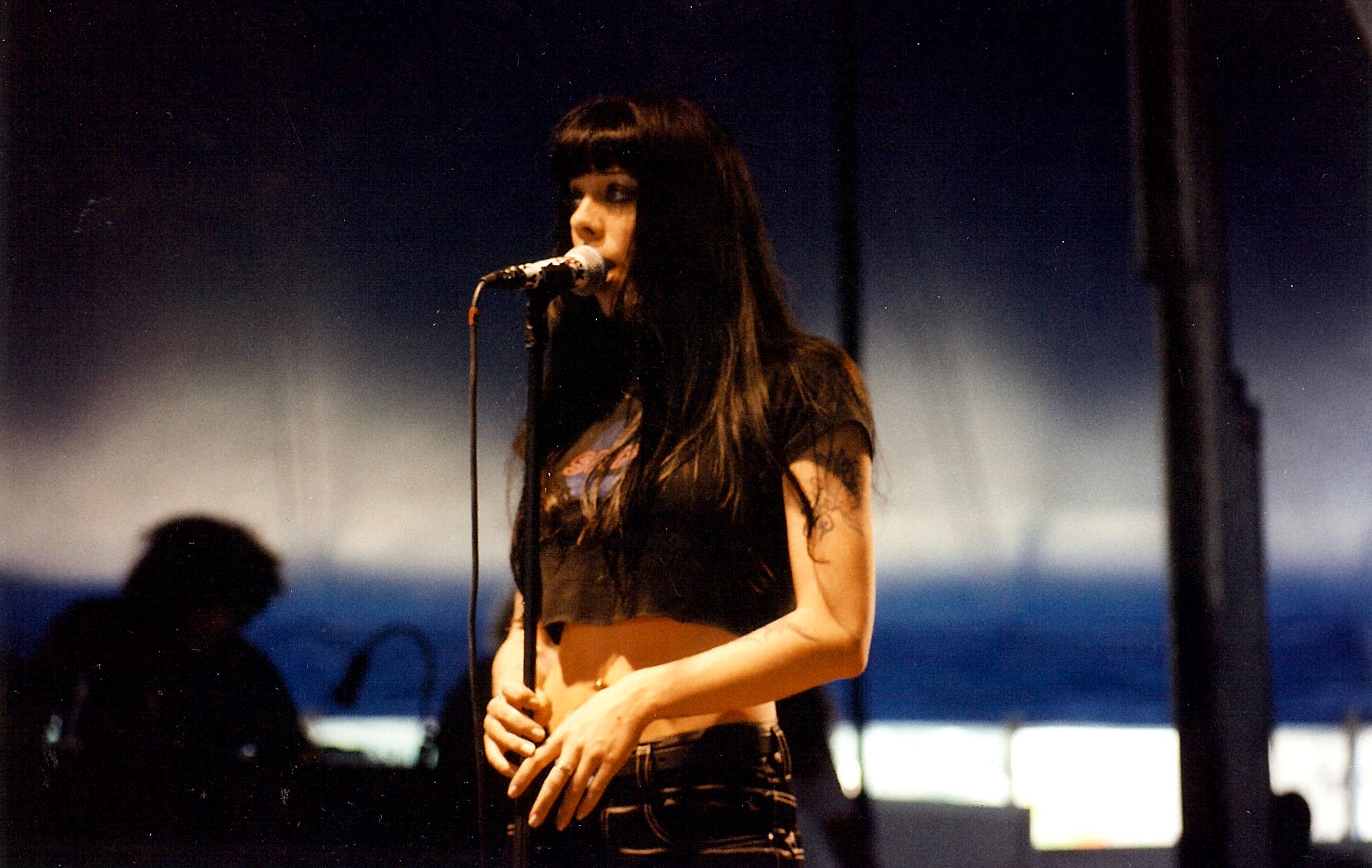
Bif Naked

- Alice Bag (The Bags, Castration Squad)
- Jessica Bailiff
- Honey Bane
- Alyssa Barlow (BarlowGirl)
- Lauren Barlow (BarlowGirl)
- Niki Barr
- Janelle Barreto (Exploiting Eve, Crush Girl Love Panic)
- Edyta Bartosiewicz
- Nirmala Basnayake (controller.controller)
- Becca (Stars in Stereo)
- Robin Beck
- Pat Benatar
- Jamie Benson (Hepburn)
- Miki Berenyi (Lush)
- Cia Berg (Whale)
- Elizabeth "Z" Berg (The Like)
- Sarah Bettens (K's Choice)
- Bif Naked
- Christina Billotte (Autoclave, Slant 6)
- Kat Bjelland (Babes in Toyland, Crunt, Katastrophy Wife)
- Björk (The Sugarcubes)
- Pauline Black (The Selecter)
- Porcelain Black (Porcelain and the Tramps)
- Jacqui Blake (Shampoo)
- Jody Bleyle (Team Dresch)
- Cinder Block (Fabulous Disaster, Tilt, Retching Red)
- Beki Bondage (Vice Squad)
- Tracy Bonham
- Christina Booth (Magenta)
- Patti Boulaye
- Crystal Bowersox
- Carla Bozulich (Ethyl Meatplow, Geraldine Fibbers)
- Dale Bozzio (Missing Persons)
- Bonnie Bramlett
- Michelle Branch
- Laura Branigan
- Lynn Breedlove (Tribe 8)
- Edie Brickell (Edie Brickell & New Bohemians)
- Eva Briegel (Juli)
- Bette Bright (Deaf School)
- Maria Brink (In This Moment)
- Tricia Brock (Superchick)
- Elkie Brooks
- Charmaine Brooks
- Meredith Brooks
- Pip Brown (Ladyhawke)
- Ruth Brown
- V V Brown
- Terri Brosius (Tribe)
- Carrie Brownstein (Excuse 17, Sleater-Kinney)
- Tahita Bulmer (New Young Pony Club)
- Anna Burley (The Killjoys)
- Megan Burns (Betty Curse)
- Shauna Burns
- Kate Bush
- Bilinda Butcher (My Bloody Valentine)
- Bianca Butthole (Betty Blowtorch)

## C

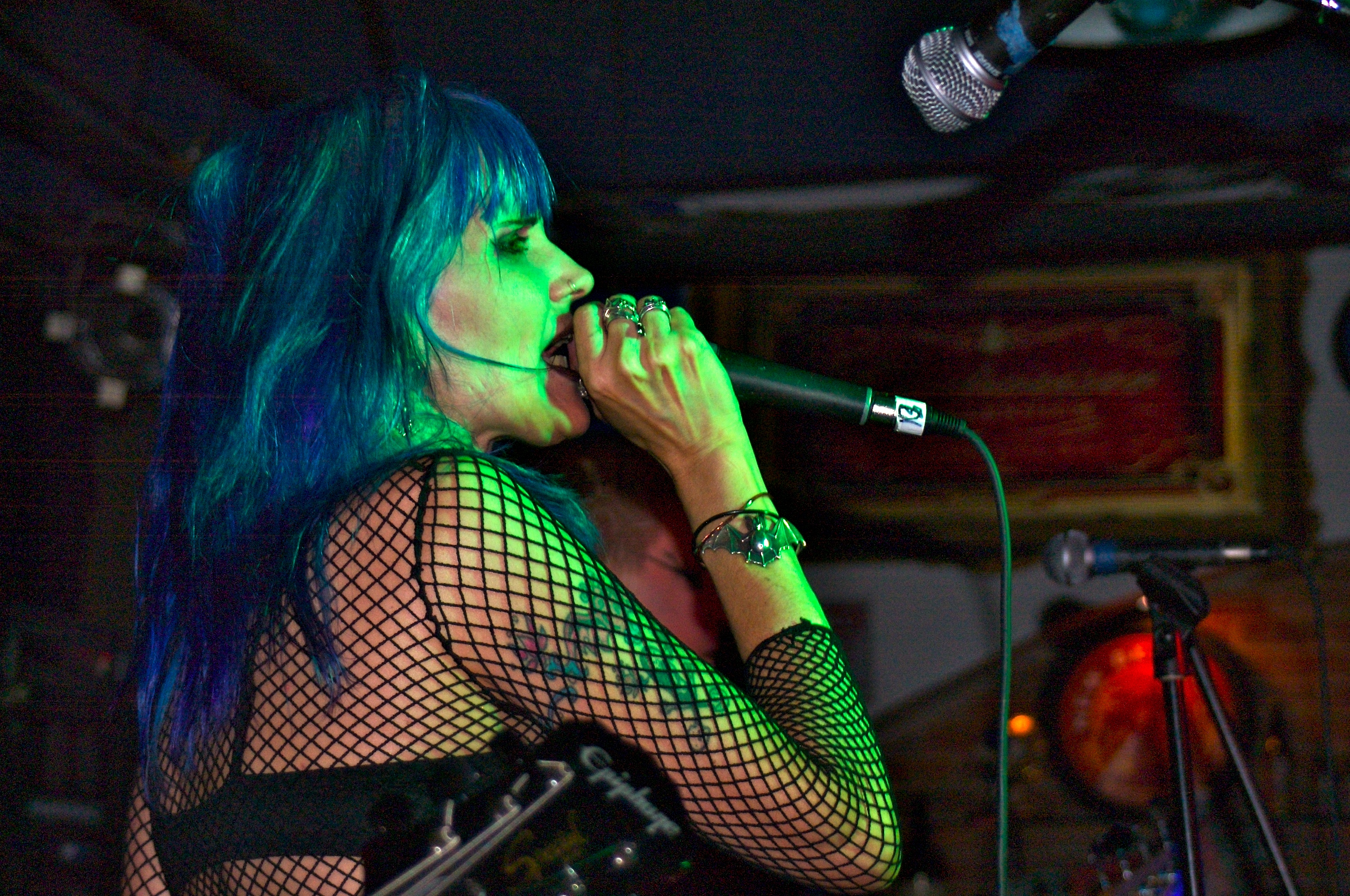
Dinah Cancer

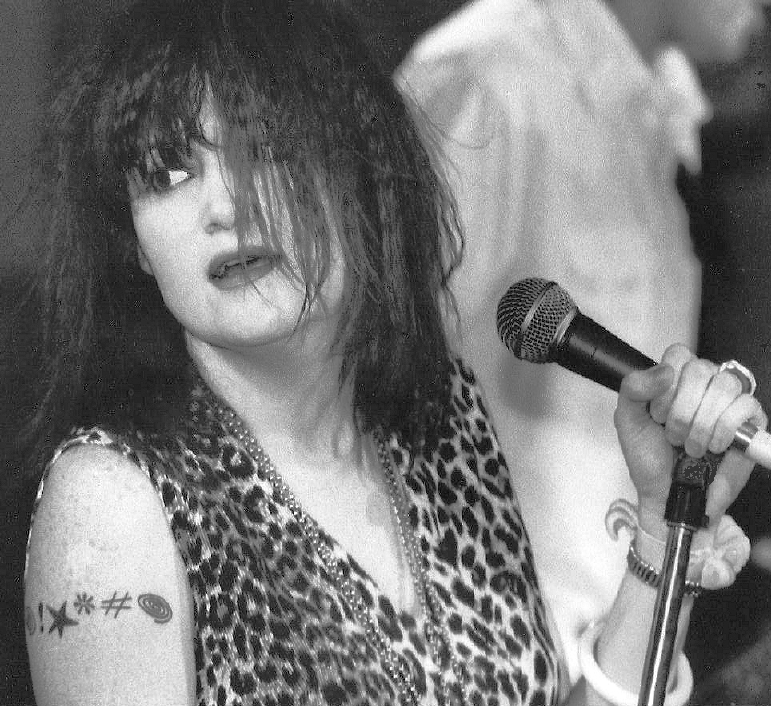
Exene Cervenka

- Kathryn Calder (Immaculate Machine, The New Pornographers)
- Alexx Calise
- Krysta Cameron Iwrestledabearonce
- Dinah Cancer (45 Grave, Dinah Cancer and the Grave Robbers)
- Belinda Carlisle (The Go-Go's)
- Kim Carnes
- Rachel Carns (The Need, King Cobra)
- Karen Carpenter (The Carpenters)
- Lisa Crystal Carver (Suckdog)
- Neko Case (The New Pornographers, Maow)
- Cassidy (Antigone Rising)
- Cat Power
- Jennifer Cella
- Exene Cervenka (X, Original Sinners)
- Tracy Chapman
- Jennifer Charles (Elysian Fields)
- Carah Faye Charnow (Shiny Toy Guns)
- Régine Chassagne (Arcade Fire)
- Cher
- Chibi (The Birthday Massacre)
- Alisa Childers (ZOEgirl)
- Melanie Chisholm (Melanie C)
- Chantal Claret (Morningwood)
- Kelly Clarkson
- Jennifer Clavin (Mika Miko)
- Daisy Coburn (Daisy Dares You)
- Chi Coltrane
- Korey Cooper (Skillet)
- Andrea Corr (The Corrs)
- Sharon Corr (The Corrs)
- Nikka Costa
- Josie Cotton
- Sarah Cracknell (Saint Etienne)
- Ashley Costello (New Years Day)
- Melora Creager (Rasputina)
- Sheryl Crow
- Allison Crowe
- Cherie Currie (The Runaways)

## D
- Colleen D'Agostino (The Material)
- Brody Dalle (The Distillers)
- Martha Davis (The Motels)
- Danielle Dax
- Ana da Silva (The Raincoats)
- Kim Deal (Pixies, The Breeders)
- Joanna Dean
- Lezlie Deane
- Carol Decker (T'Pau)

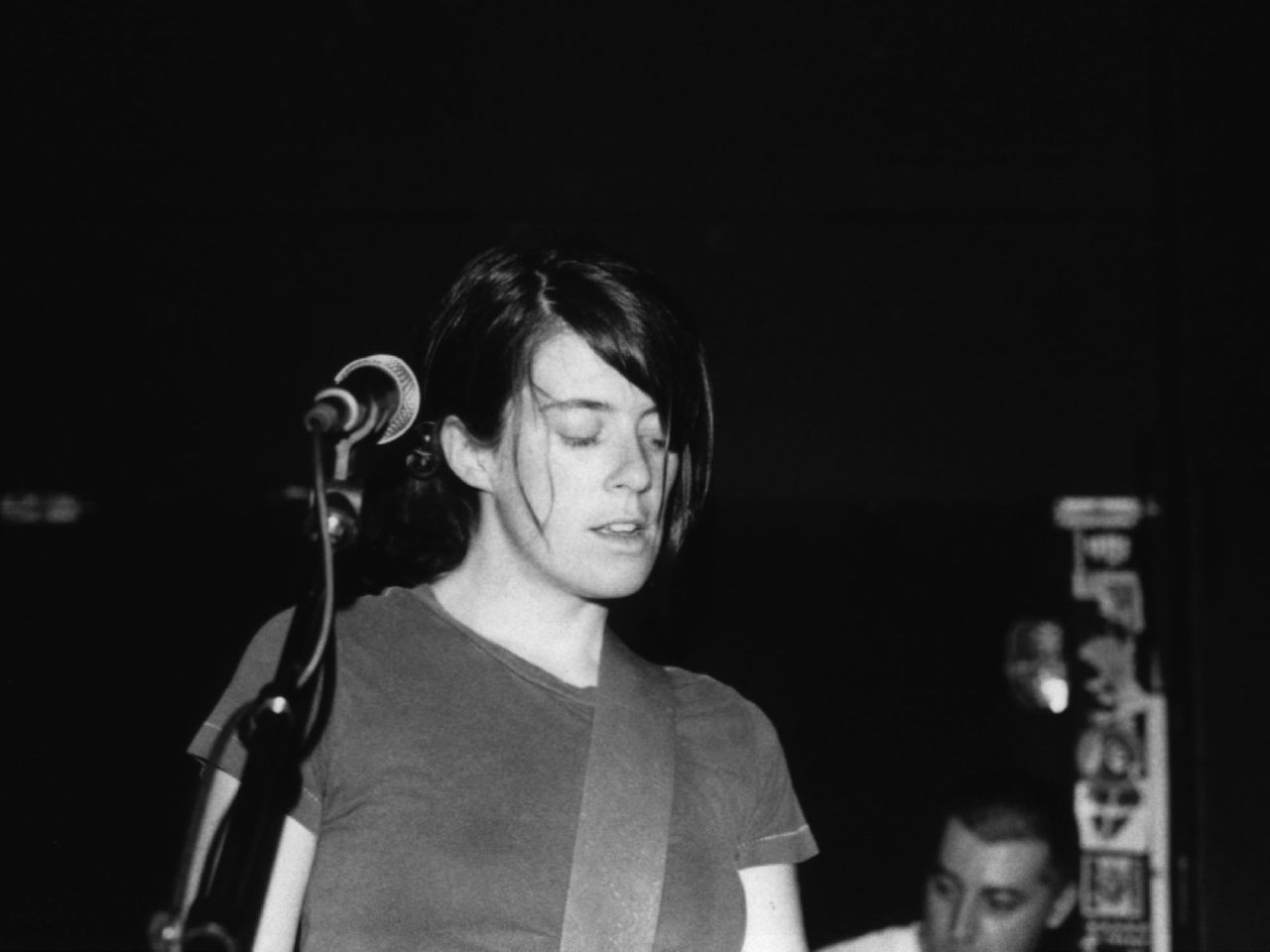
Julie Doiron

- Alejandra Deheza (School of Seven Bells)
- Suze DeMarchi (Baby Animals)
- Ani Difranco
- Dilana
- Julie Doiron
- Heather Duby
- Sherri Dupree (Eisley)
- Tatiana DeMaria (TAT)
- Beth Ditto (The Gossip)
- Corinne Drewery (Swing Out Sister)

## E
- Tammy Ealom (Dressy Bessy, The Minders)
- Sheena Easton
- Aimee Echo (TheStart, Human Waste Project)
- Danielle Egnew
- Ella
- Mama Cass Elliot (The Mamas & the Papas)
- Sophie Ellis-Bextor (Theaudience)
- Elizabeth Elmore (The Reputation, Sarge)
- Liz Enthusiasm (Freezepop)
- Roxy Epoxy (Epoxies)
- Melissa Etheridge
- Tasha-Ray Evin (Lillix)

## F

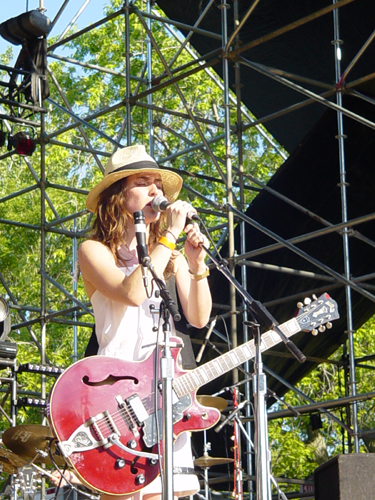
Feist

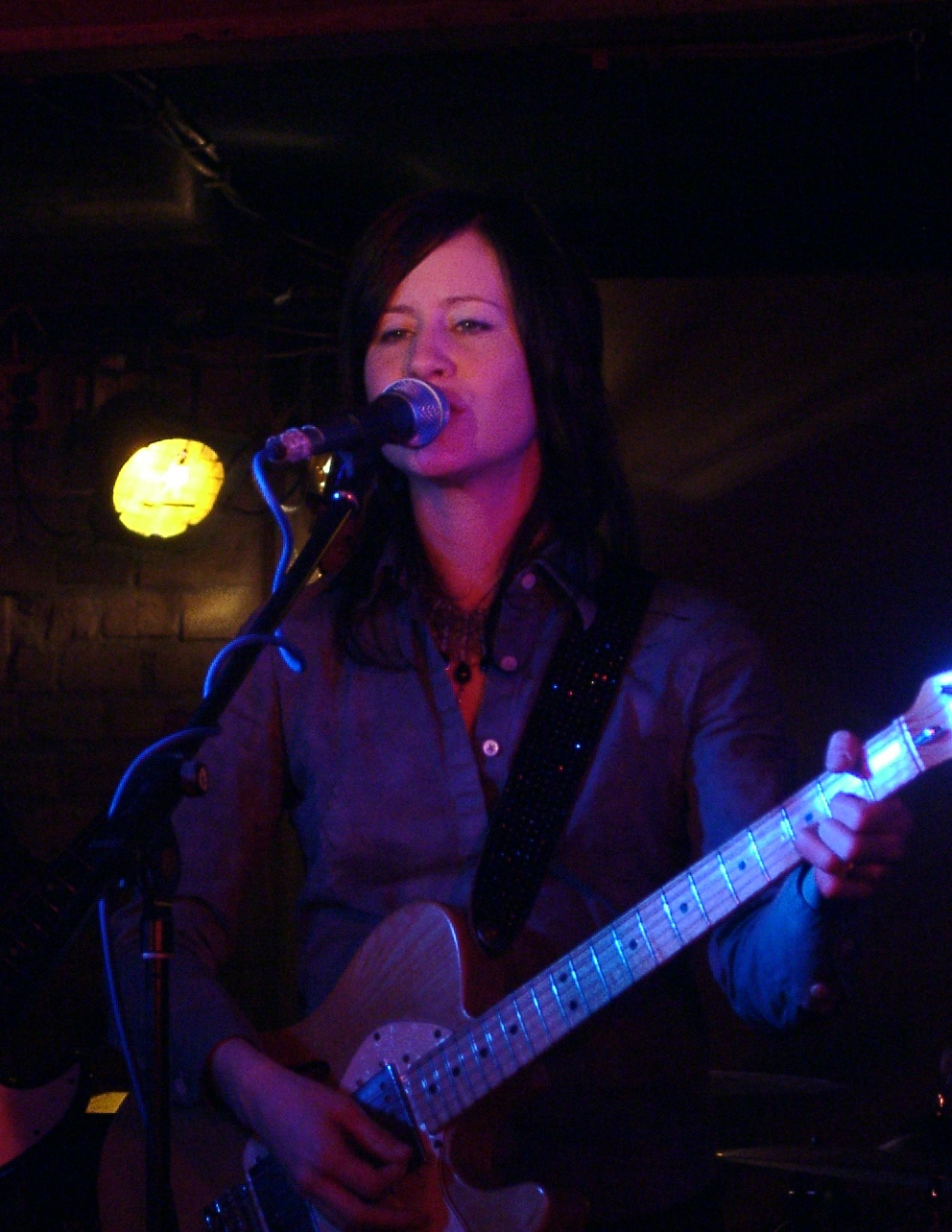
Orenda Fink

- Siobhan Fahey (Bananarama, Shakespears Sister)
- Care Failure (Die Mannequin)
- Marianne Faithfull
- Etty Lau Farrell (Satellite Party)
- Feist (Broken Social Scene)
- Șebnem Ferah
- Jennifer Finch (The Pandoras, L7, The Shocker)
- Orenda Fink (Azure Ray, Now It's Overhead, Art in Manila)
- Colleen Fitzpatrick (Eve's Plum)
- Flor
- Rachel Flotard (Visqueen)
- Debra Fogarty (Diva Destruction)
- Ellen Foley
- Sharin Foo (The Raveonettes)
- Cassandra Ford (The Vincent Black Shadow)
- Jesy Fortino (stage name Tiny Vipers)
- Dia Frampton (Meg & Dia)
- Meg Frampton (Meg & Dia)
- Aretha Franklin
- Elizabeth Fraser (Cocteau Twins)
- Marie Fredriksson (Roxette)
- Kimberly Freeman (One-Eyed Doll)
- Eleanor Friedberger (The Fiery Furnaces)
- Bekki Friesen (Domenica)
- Justine Frischmann (Elastica)
- Fruity Frankie (Lesbians On Ecstasy)
- Dana Fuchs
- Yoshiko Fujiyama (The 5, 6, 7, 8's)

## G
- Lady Galore (Lords of Acid)

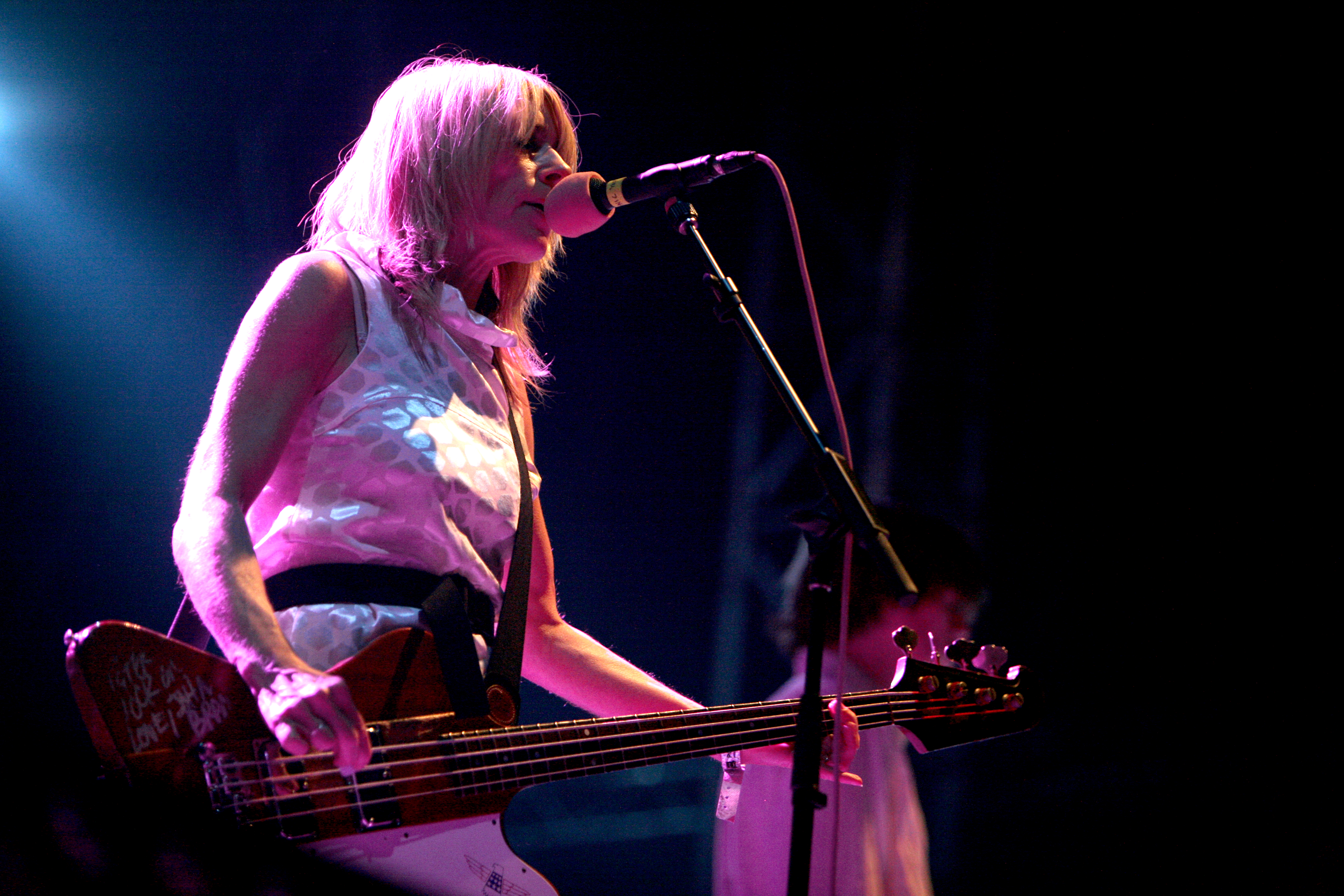
Kim Gordon

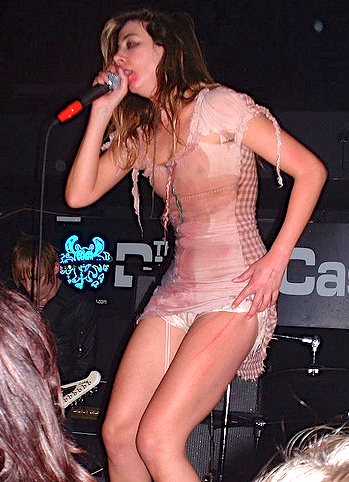
KatieJane Garside

- KatieJane Garside (Daisy Chainsaw, Queen Adreena)
- Eliza M Geirsdóttir (Bellatrix)
- Anna Gerasimova
- Lisa Germano (Eels)
- Beth Gibbons (Portishead)
- Debbie Gibson
- Anneke van Giersbergen
- Donna Godchaux
- Barbara Gogan (The Passions)
- Goldy Locks
- Holly Golightly (Thee Headcoatees)
- Brisa Gonzalez (Swan Island)
- Kim Gordon (Sonic Youth, Free Kitten, Harry Crews)
- Lesley Gore
- Nina Gordon (Veruca Salt)
- Rachel Goswell (Slowdive, Mojave 3)
- Grace Potter and the Nocturnals
- Liza Graves (Civet)
- Wynne Greenwood (Tracy + the Plastics)
- Jemma Griffiths (Jem)
- Clare Grogan (Altered Images)

## H
- Nina Hagen (The Nina Hagen Band)

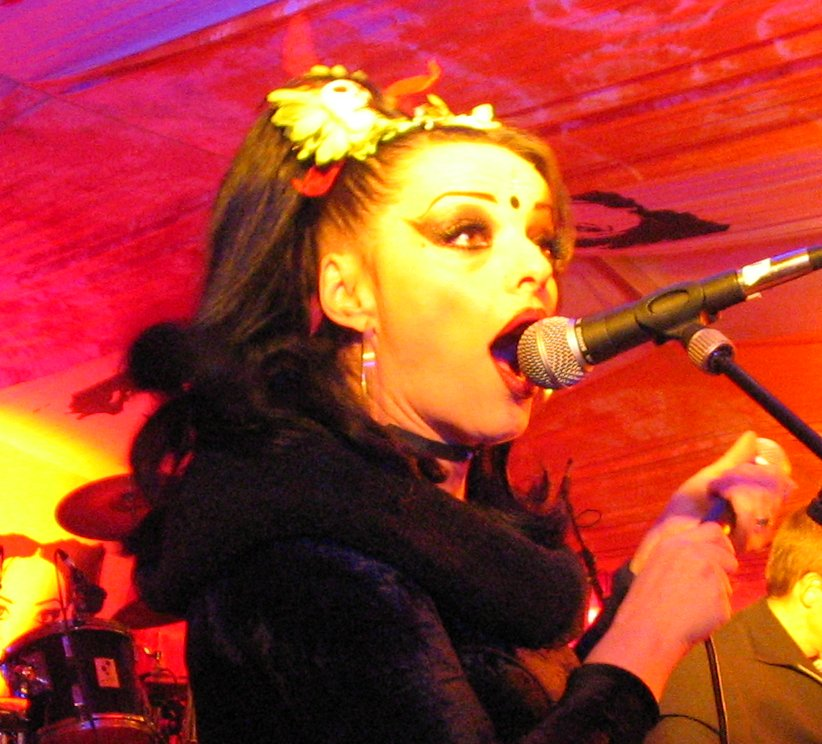
Nina Hagen

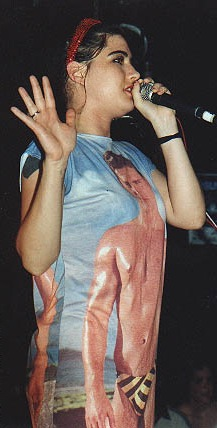
Kathleen Hanna

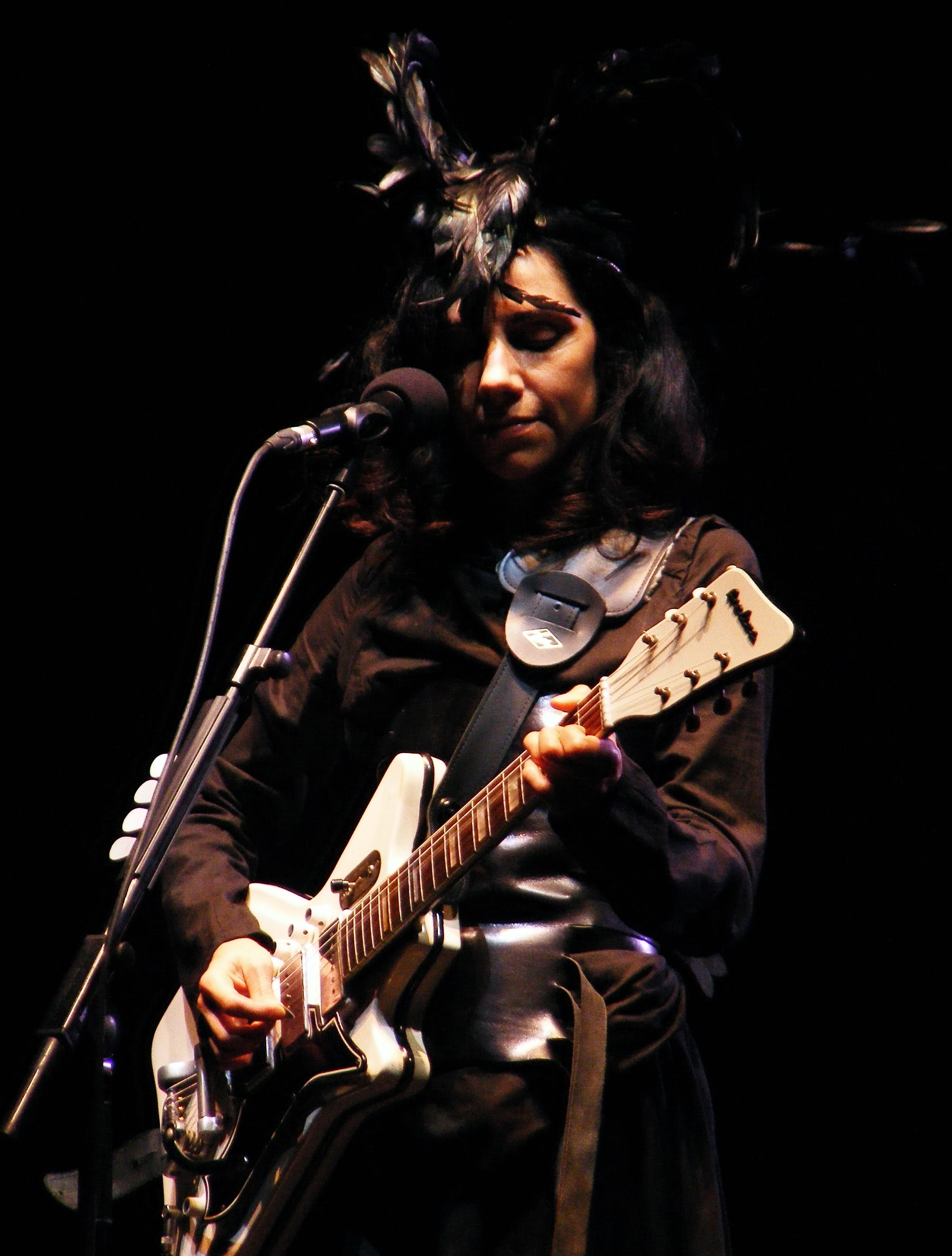
PJ Harvey

- Emily Haines (Broken Social Scene, Metric)
- Lzzy Hale (Halestorm)
- Bianca Halstead (Betty Blowtorch)
- Ayumi Hamasaki
- Gigi Hangach (Phantom Blue)
- Kay Hanley (Letters to Cleo)
- Kathleen Hanna (Bikini Kill, Le Tigre)
- Lisa Hannigan
- Annie Hardy (Giant Drag)
- Sarah Harmer (The Saddletramps, Weeping Tile)
- Pearl Harbor (Pearl Harbor and the Explosions)
- Emmylou Harris
- Deborah Harry (Blondie)
- Beth Hart
- PJ Harvey
- Annie Haslam
- Juliana Hatfield (Blake Babies, The Lemonheads)
- Charlotte Hatherley (Ash)
- Miho Hatori (Cibo Matto)
- Imogen Heap (Frou Frou)
- Heinie (Bitch Alert)
- Nona Hendryx
- Jennifer Herrema (Royal Trux)
- Kristin Hersh (Throwing Muses, 50 Foot Wave)
- Susanna Hoffs (The Bangles)
- Annie Holoien (The Soviettes, Awesome Snakes)
- Ella Hooper (Killing Heidi)
- Horse
- Penelope Houston (The Avengers)
- Jenny Hoyston (Erase Errata)
- Laura Hubert (Leslie Spit Treeo)
- Susie Hug (Katydids)
- Anne-Marie Hurst (Skeletal Family, Ghost Dance, The Elements)
- Nikki Hurst (The Vincent Black Shadow)
- Chrissie Hynde (The Pretenders)

## I
- Maja Ivarsson (The Sounds)
- Debora Iyall (Romeo Void)
- Allison Iraheta

## J
- Cindy Jackson (The Dollz)
- Kate Jackson (The Long Blondes)
- Wanda Jackson
- Etta James
- Wendy James (Transvision Vamp)

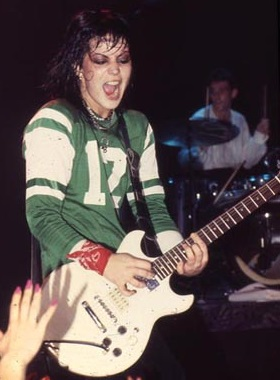
Joan Jett

- Taylor Jardine (We Are The In Crowd)
- Jane Jensen
- Jessicka (Jack Off Jill, Scarling.)
- Joan Jett (The Runaways, The Blackhearts, Evil Stig)
- Natalia Jiménez (La Quinta Estación)
- Martha Johnson (Martha and the Muffins)
- Molly Johnson (Alta Moda, Infidels)
- Taborah Johnson
- Gloria Jones
- Grace Jones
- Norah Jones
- Rickie Lee Jones
- Jonsu (Indica)
- Janis Joplin (Big Brother and the Holding Company, Kozmic Blues Band)
- Sass Jordan
- Milla Jovovich
- K. JUNO
- Josie Cotton

## K
- Kaliopi
- Mieze Katz (MIA.)
- Tomoko Kawase (Tommy Heavenly6)
- Lisa Kekaula (The Bellrays)
- Rose Kemp
- Joyce Kennedy (Mother's Finest)
- Kerri Kenney-Silver (Cake Like)
- Natasha Khan (Bat for Lashes)
- Carole King
- Christina Klein (LaFee)
- Stefanie Kloß (Silbermond)
- Chrissi Klug (Luttenberger*Klug)
- Jennifer Knapp
- Gladys Knight

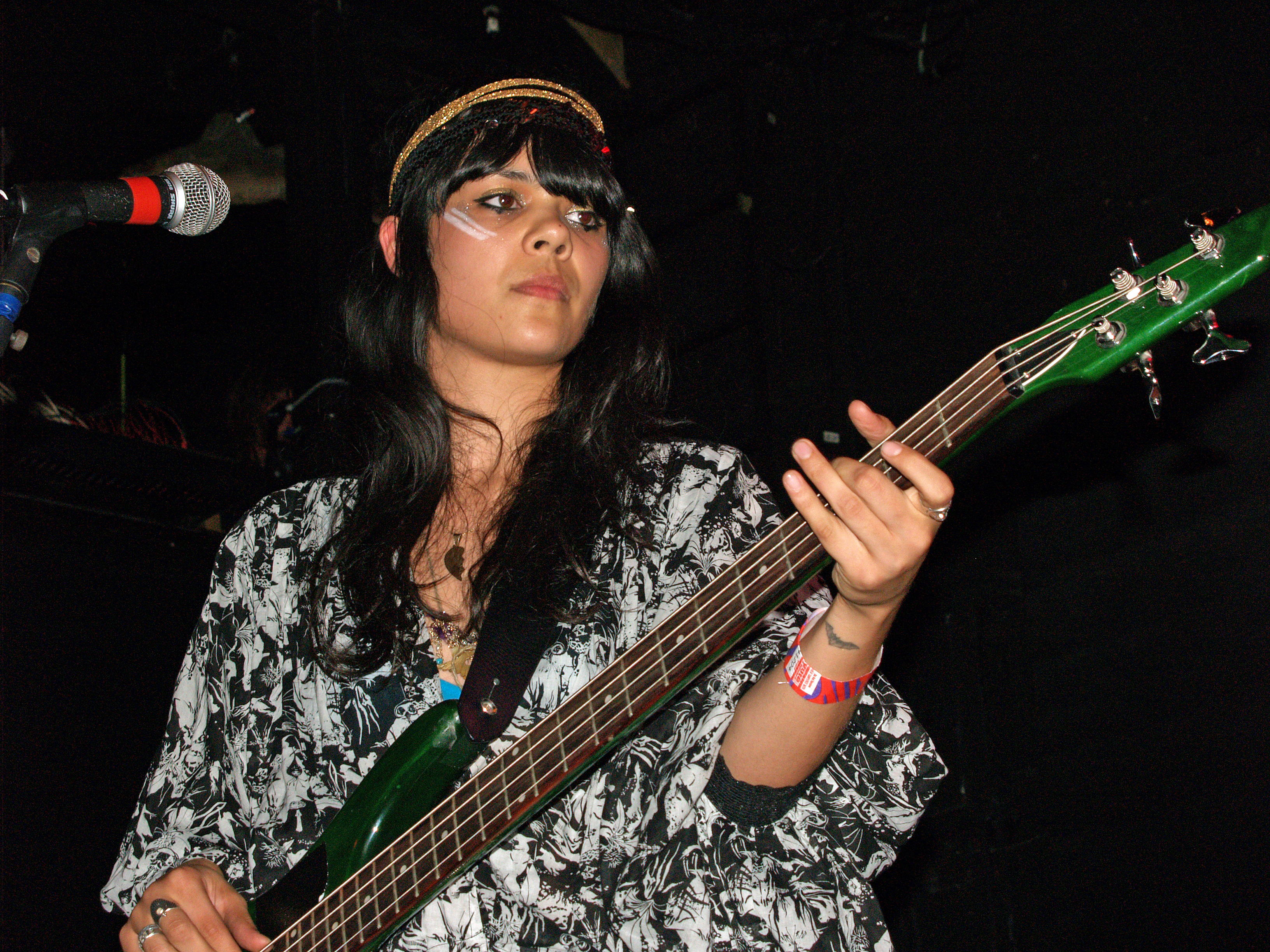
Natasha Khan, aka Bat for Lashes

- Kunlamas Limpawutwaranon (KnomJean)
- Theo Kogan (Theo & the Skyscrapers, Lunachicks)
- Ash Koley
- Melanie Krahmer (Sirsy)
- Chantal Kreviazuk
- Sierra Kusterbeck (VersaEmerge)

## L
- Lachi

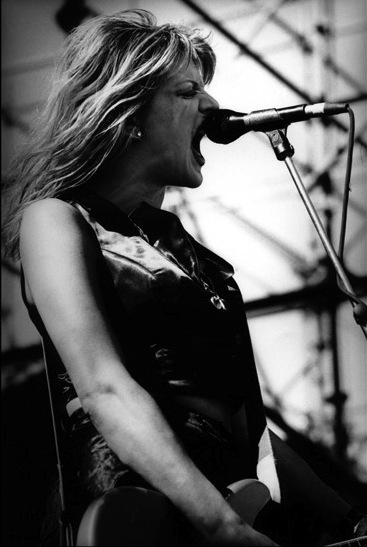
Courtney Love

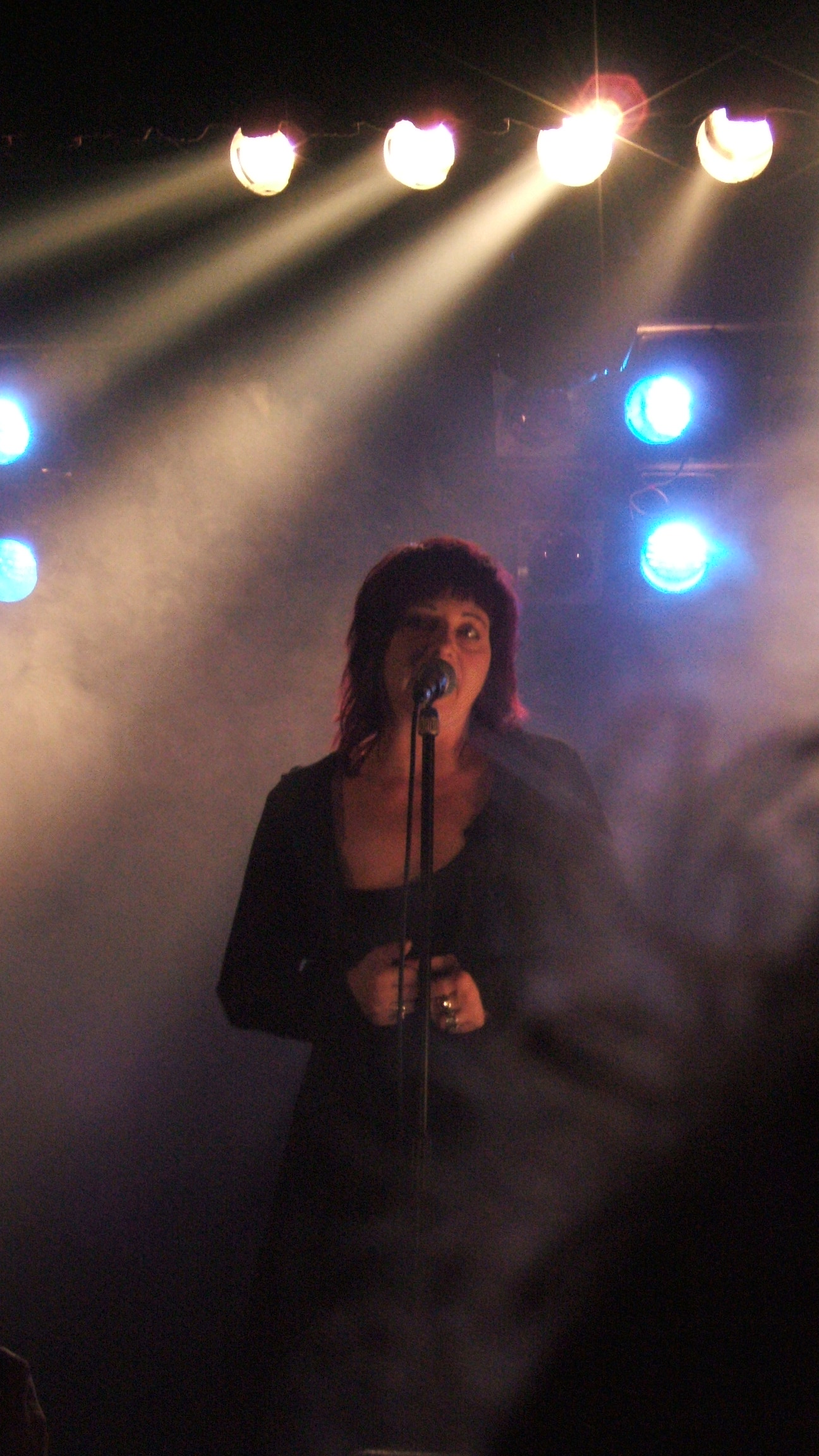
Lydia Lunch

- Martha Ladly (Martha and the Muffins, The Associates)
- LaFee
- Shona Laing
- Nomy Lamm
- Anita Lane
- Lana Lane
- Storm Large
- Liz Larin
- Cyndi Lauper
- Dyanna Lauren (Thousand Year Itch)
- Lauren Laverne (Kenickie)
- Avril Lavigne
- Noelle LeBlanc (Damone)
- Amy Lee (Evanescence)
- Rita Lee (Os Mutantes)
- Sook-Yin Lee (Bob's Your Uncle)
- Annie Lennox (Eurythmics)
- Adrianne Leon
- Katrina Leskanich (Katrina and the Waves)
- Jenny Lewis (Rilo Kiley, Jenny Lewis and The Watson Twins)
- Juliette Lewis (Juliette and the Licks)
- Susanne Lewis (Hail, Thinking Plague)
- Nikkie Van Lierop (Lords of Acid)
- Sonja Kristina Linwood (Curved Air)
- Little Annie
- Little Eva
- Cristina Llanos (Dover)
- Lisa Lobsinger (Broken Social Scene, Reverie Sound Revue)
- Chanty Loch (Fräulein Wunder)
- Lisa Loeb
- Lora Logic (X-Ray Spex, Essential Logic, Red Krayola)
- Mary Lou Lord
- Ruth Lorenzo
- Inger Lorre (The Nymphs)
- Bonnie Lou
- Sara Lov (Devics)
- Courtney Love (Hole)
- Lovefoxxx (CSS)
- Lene Lovich
- Pearl Lowe (Powder)
- Lulu
- Lydia Lunch (Teenage Jesus and the Jerks, Beirut Slump, 8-Eyed Spy, Harry Crews)
- Michelle Luttenberger (Luttenberger*Klug)
- Annabella Lwin (Bow Wow Wow)

## M

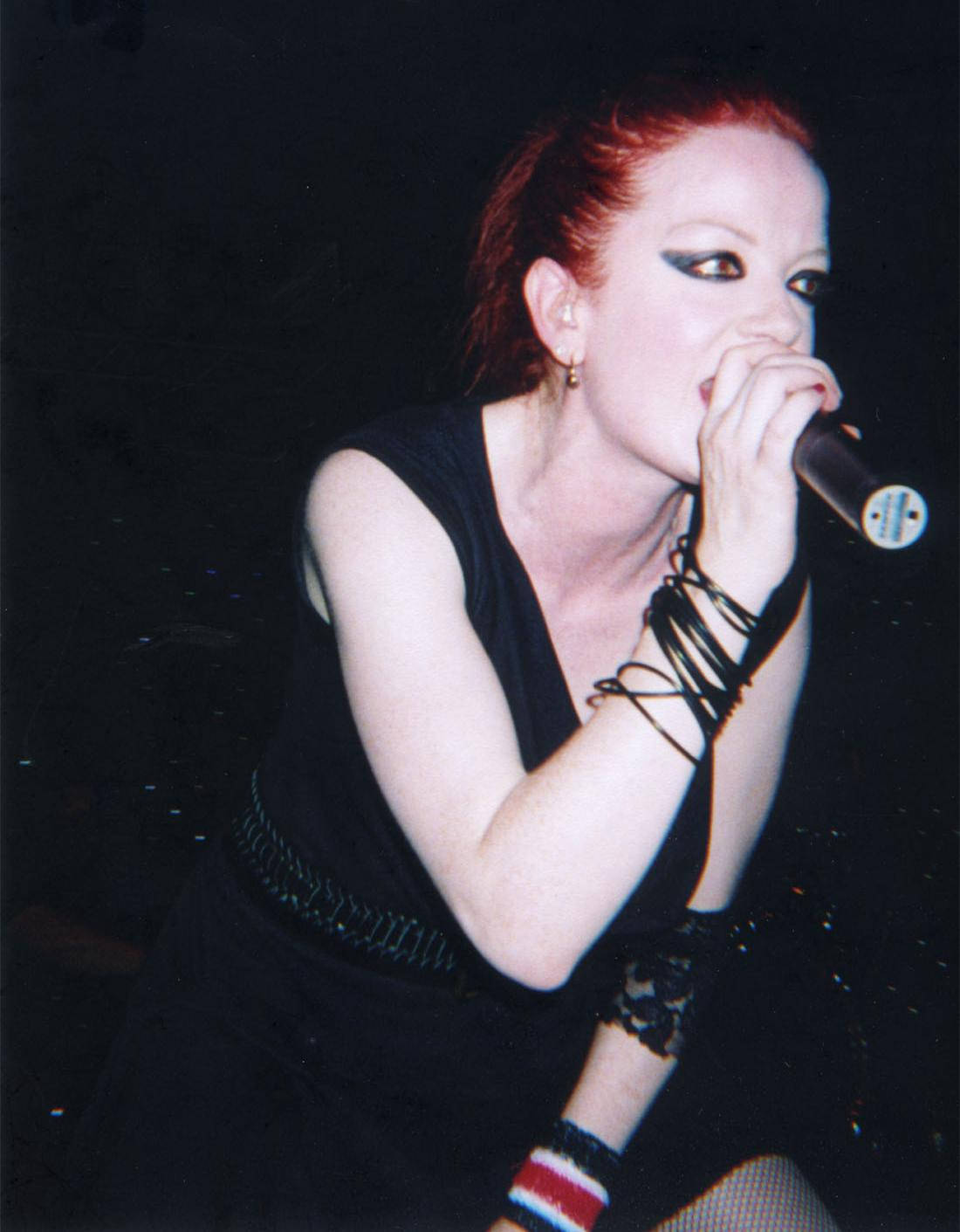
Shirley Manson

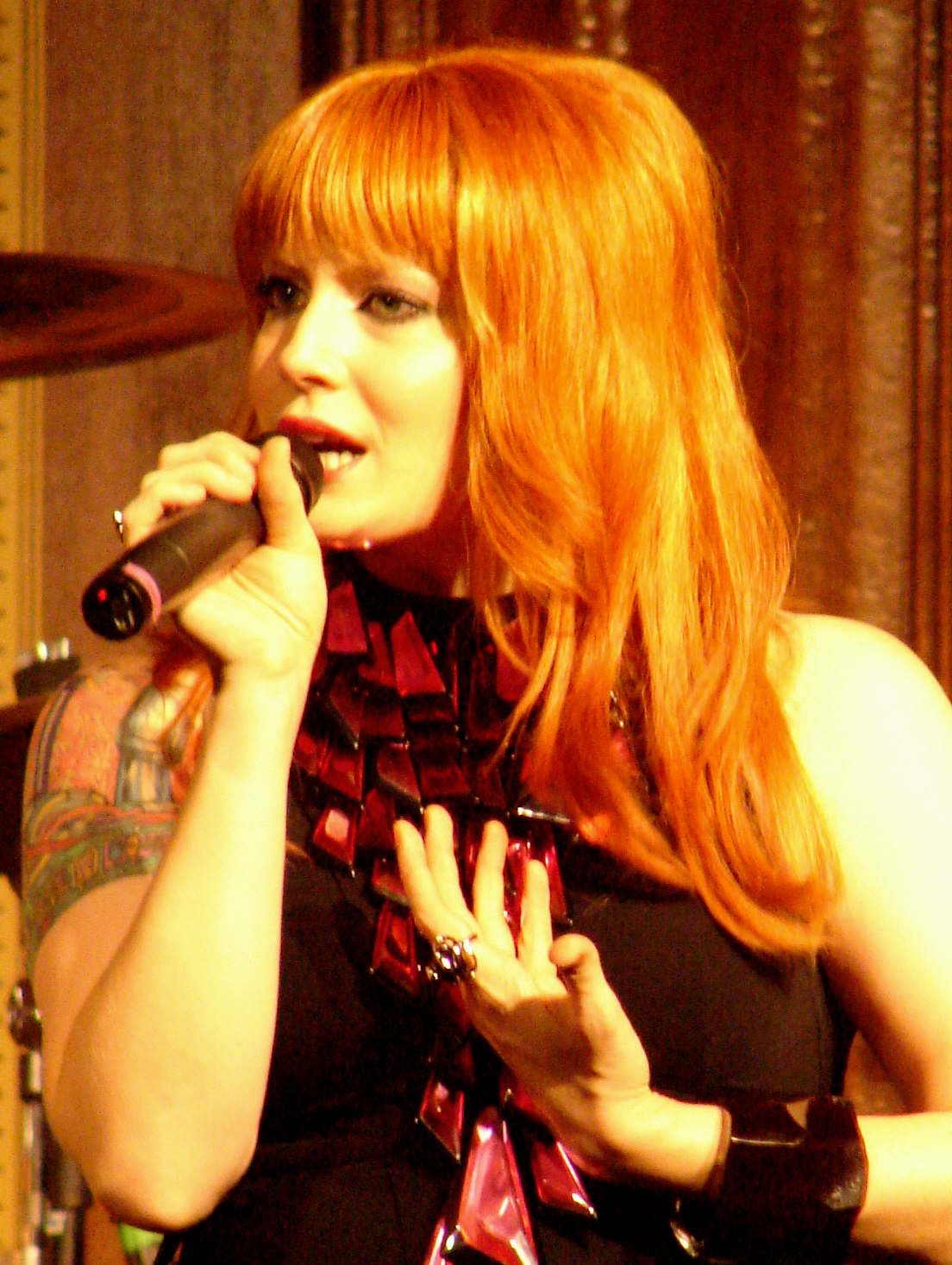
Ana Matronic

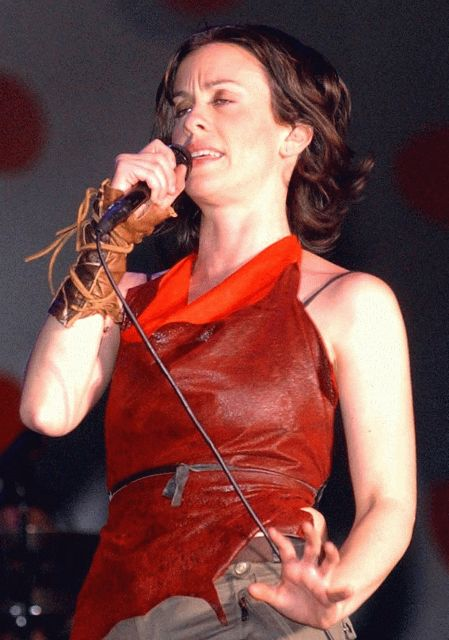
Alanis Morissette

- Mariqueen Maandig (How To Destroy Angels)
- Kirsty MacColl
- Amy Macdonald
- Maggie MacDonald (Republic of Safety, Kids on TV, Barcelona Pavilion)
- Sonya Aurora Madan (Echobelly)
- Lois Maffeo
- Leslie Mah (Anti-Scrunti Faction)
- Kazu Makino (Blonde Redhead)
- Michelle Malone
- Aimee Mann (Til Tuesday)
- Jenny Mann (Blameshift)
- Barbara Manning
- Shirley Manson (Garbage, Goodbye Mr. Mackenzie, Angelfish)
- Ida Maria
- Krisanna Marie (Hatesex)
- Maria del Mar (National Velvet)
- Chan Marshall (Cat Power)
- Janis Martin
- Carolyne Mas
- Ana Matronic (Scissor Sisters)
- Cerys Matthews (Catatonia)
- Jennie Matthias (The Belle Stars)
- Denise McCann (Headpins)
- Jenna McDougall (Tonight Alive)
- Elizabeth McGrath (Miss Derringer)
- Frances McKee
- Maria McKee
- Nikki McKibbin
- Sarah McLeod (The Superjesus)
- Sarah McLaughlin
- Holly McNarland
- Sylvia McNeill
- Molly McQueen (The Faders)
- Christine McVie (Fleetwood Mac)
- Fleming McWilliams (Fleming and John)
- Natalie Merchant (10,000 Maniacs)
- Olivia Merilahti (The Dø)
- Tift Merritt
- Dawn Michele (Fireflight)
- Riki Michele
- Bette Midler
- Amy Millan (Stars, Broken Social Scene)
- Jean Millington (Fanny)
- June Millington (Fanny)
- Darby Mills (Headpins)
- Rachel Minton (Zolof the Rock & Roll Destroyer)
- Joni Mitchell
- Taylor Momsen (The Pretty Reckless)
- Isabel Monteiro (Drugstore)
- Rebecca Moore
- Alanis Morissette
- Patricia Morrison (The Bags, Legal Weapon, The Gun Club, The Sisterhood, The Damned)
- Lisa Moorish
- Liela Moss (The Duke Spirit)
- Alison Mosshart (Discount, The Kills, The Dead Weather)
- Alison Moyet (Yazoo)
- Lennon Murphy
- Pauline Murray (Penetration)
- Billie Myers
- Alannah Myles

## N
- Mika Nakashima
- Michie Nakatani (Shonen Knife)
- Gianna Nannini
- Terra Naomi

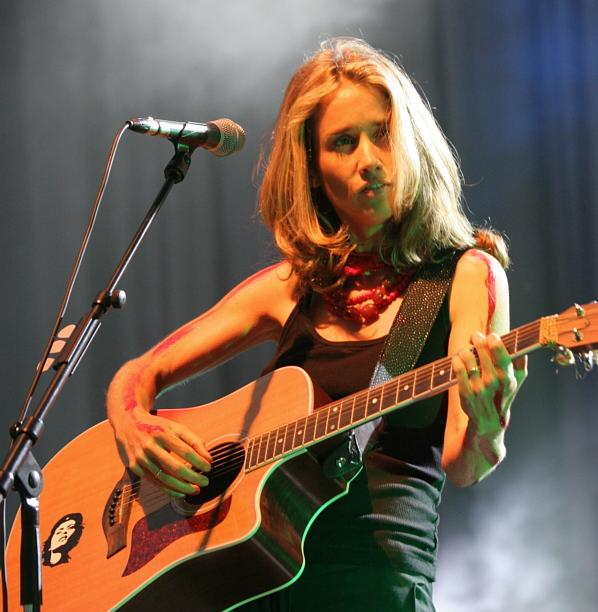
Heather Nova

- Johnette Napolitano (Concrete Blonde)
- Leigh Bingham Nash (Sixpence None the Richer)
- Nena
- Julia Neigel
- Anastacia Newkirk (Anastacia)
- Juice Newton
- Olivia Newton-John
- Stevie Nicks (Fleetwood Mac)
- Nico
- Ninja (The Go! Team)
- Sarah Nixey (Black Box Recorder)
- Stina Nordenstam
- Kasia Nosowska (Hey)
- Heather Nova
- Julie Novak
- Terri Nunn (Berlin)
- Laura Nyro
- Sandra Nasic (Guano Apes)

## O
- Anette Olzon (Nightwish)
- Orianthi
- Eva O (Christian Death)
- Karen O (Yeah Yeah Yeahs)
- Hazel O'Connor
- Sinéad O'Connor
- Kaori Okui (Princess Princess)
- Olivia
- Yoko Ono (The Plastic Ono Band)

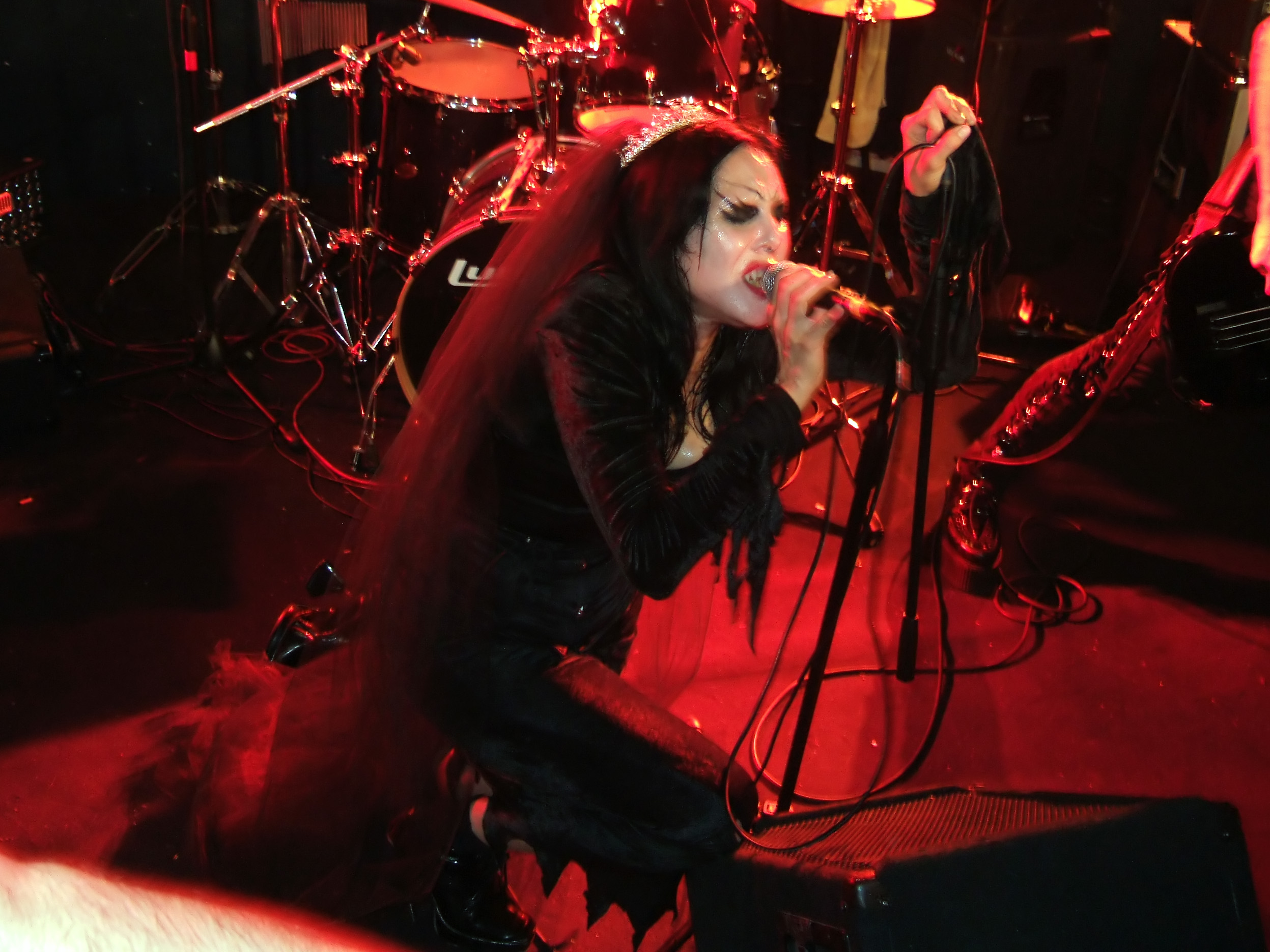
Eva O

- Dolores O'Riordan (The Cranberries)
- Joan Osborne
- Amanda Overmyer

## P
- Amanda Palmer (The Dresden Dolls)
- Vanessa Paradis
- Dolly Parton
- Annette Peacock
- Jemina Pearl (Be Your Own Pet)

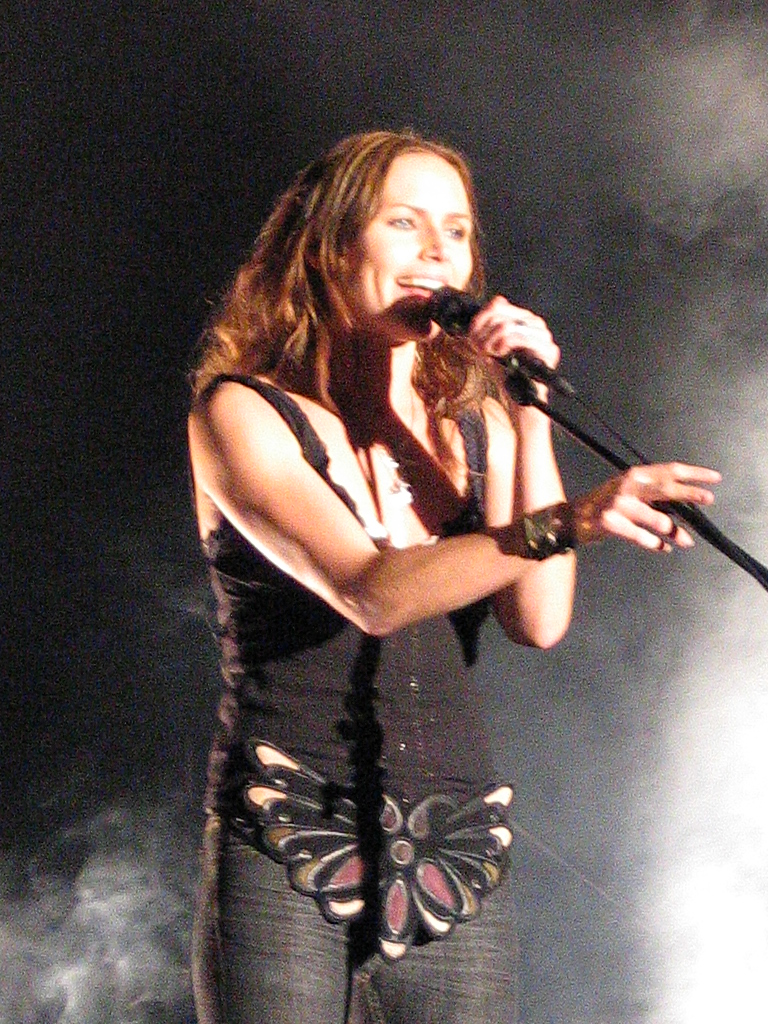
Nina Persson

- Vickie Perks (We've Got a Fuzzbox and We're Gonna Use It, Fuzzbox)
- Linda Perry (4 Non Blondes)
- Nina Persson (The Cardigans, Sparklehorse, A Camp)
- Doro Pesch (Warlock)
- Eva Petersen (The Little Flames)
- Vicki Peterson (The Bangles)
- Vanessa Petruo
- Kembra Pfahler (The Voluptuous Horror of Karen Black)
- Liz Phair
- Michelle Phillips (The Mamas & the Papas)
- Renee Phoenix (Fit For Rivals)
- Phranc (Nervous Gender, Catholic Discipline)
- Kate Pierson (The B-52's)
- Pink
- Pitty
- Poe
- Tamala Poljak (Longstocking)
- Carole Pope (Rough Trade)
- Cassadee Pope (Hey Monday)
- Louise Post (Veruca Salt)
- Grace Potter (Grace Potter and the Nocturnals)
- Monique Powell (Save Ferris)
- Britta Phillips (Luna)
- Lisa Marie Presley
- Anne Preven
- Lindsay Price

## Q
- Suzi Quatro
- Sara Quin (Tegan and Sara)
- Tegan Quin (Tegan and Sara)
- Diana Quinn (Tru Fax and the Insaniacs, Honky Tonk Confidential, The Fabulettes)

## R
- Stefy Rae (Stefy)
- Rainey
- Bonnie Raitt

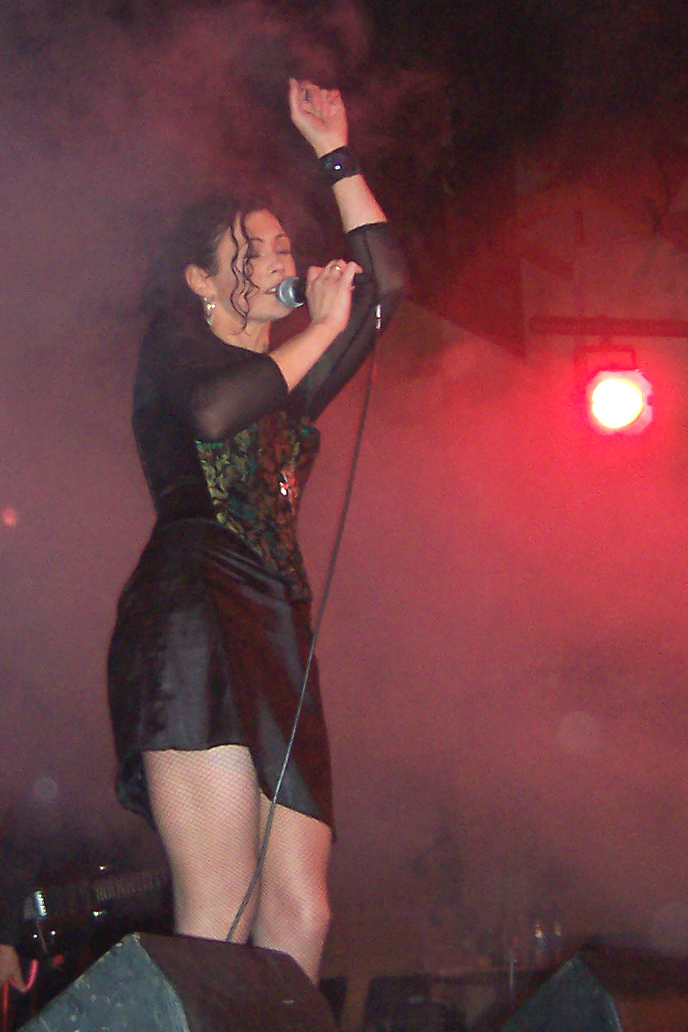
Candia Ridley

- Mary Ramsey (10,000 Maniacs, John & Mary)
- Genya Ravan (The Escorts, Goldie & the Gingerbreads, Ten Wheel Drive)
- Marion Raven
- Amy Ray (Indigo Girls)
- Julianne Regan (All About Eve)
- Jane Relf (Renaissance)
- Tara Rice (5th PROJEKT)
- Candia Ridley (Inkubus Sukkubus)
- Manda Rin (Bis)
- Janet Robin
- The Roches
- Alexia Rodriguez (Eyes Set to Kill)
- Patti Rothberg
- Linda Ronstadt
- Tina Root (Switchblade Symphony, Tre Lux)
- Amanda Rootes (Fluffy, Harlow)
- Holly Ross (Angelica)
- Rindy Ross (Quarterflash)
- Serena Ryder

## S
- Lætitia Sadier (Stereolab)

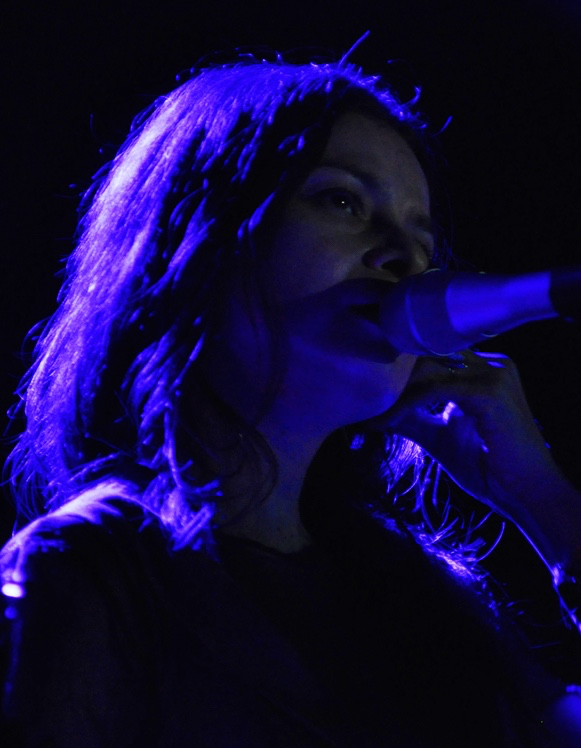
Hope Sandoval

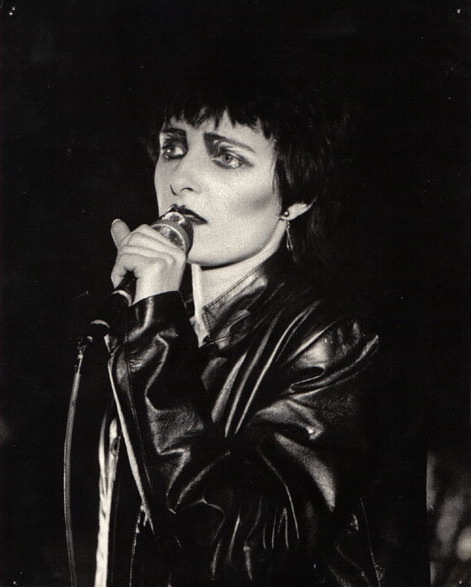
Siouxsie Sioux

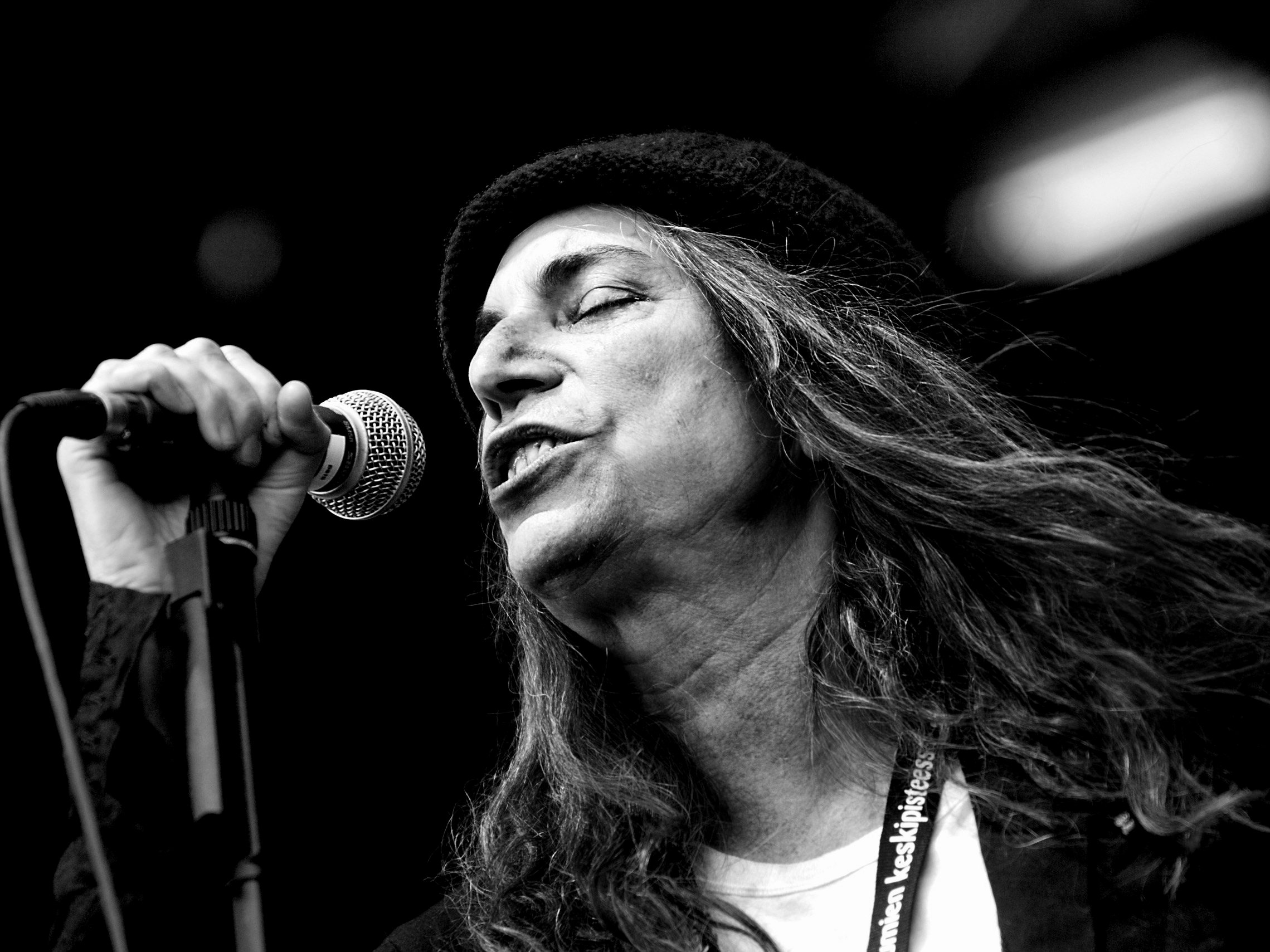
Patti Smith

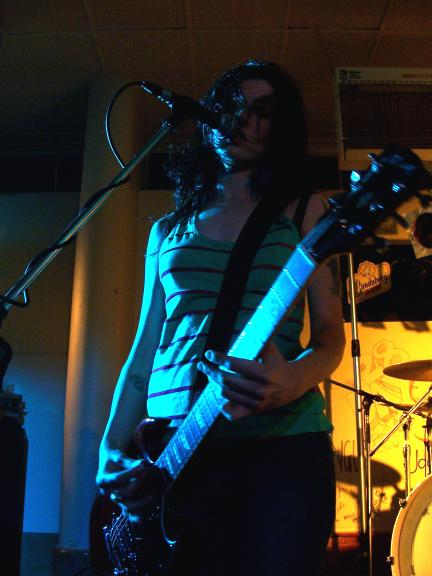
Adalita Srsen

- Santi White (Stage name Santigold)
- Saffron (Republica)
- Svetlana Surganova
- Julz Sale (Delta 5)
- Emily Saliers (Indigo Girls)
- Greta Salpeter (The Hush Sound)
- Hope Sandoval (Mazzy Star, Hope Sandoval & the Warm Inventions)
- Cristina Scabbia (Lacuna Coil)
- Simi Sernaker (Suffrajett)
- Sarah Shannon (Velocity Girl)
- Kim Shattuck (The Muffs, The Pandoras)
- Alison Shaw (The Cranes)
- Davetta Sherwood
- Shery
- Madigan Shive (Tattle Tale, Bonfire Madigan)
- Sharon Shy (The Ropes)
- Jenny Simmons (Addison Road)
- Juliet Simms (Automatic Loveletter)
- Carly Simon
- Nina Simone
- Nancy Sinatra
- Siouxsie Sioux (Siouxsie and the Banshees, The Creatures)
- Katie Sketch (The Organ)
- Skin (Skunk Anansie)
- Grace Slick (Jefferson Airplane, Jefferson Starship, Starship)
- Tara Slone (Joydrop)
- Jen Smith (Dub Narcotic Sound System)
- Patti Smith
- Shawnee Smith
- Carly Smithson (We Are the Fallen)
- Patty Smyth (Scandal)
- Azalia Snail
- Marla Sokoloff (Smitten)
- Pepper Somerset (My Life With The Thrill Kill Kult)
- Louisa Rachel Solomon (The Shondes)
- Donita Sparks (L7)
- Ronnie Spector (The Ronettes)
- Regina Spektor
- Pamela Spence
- Sharleen Spiteri (Texas)
- Tamra Spivey (Lucid Nation)
- Adalita Srsen (Magic Dirt)
- Becky Stark (Lavender Diamond)
- Ryan Starr
- Alison Statton (Young Marble Giants, Weekend)
- Gwen Stefani (No Doubt)
- Juanita Stein (Howling Bells)
- Marnie Stern
- Linda Strawberry
- Laura Stoica
- Helen Storer (Thee Heavenly Music Association)
- Poly Styrene (X-Ray Spex)
- Alison Sudol (A Fine Frenzy)
- Donna Summer
- Lacey Sturm (Flyleaf)
- Verity Susman (Electrelane)
- Rachel Sweet
- Skye Sweetnam

## T
- Koko Taylor

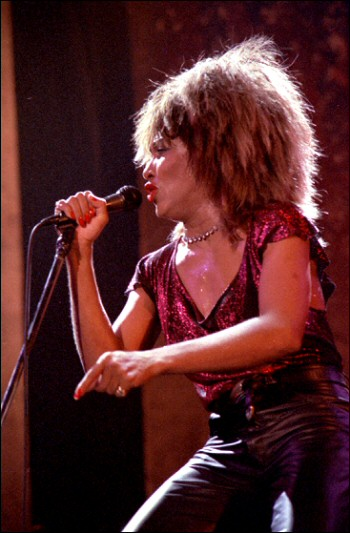
Tina Turner

- Maria Taylor (Azure Ray, Now It's Overhead)
- Susan Tedeschi
- Özlem Tekin
- Keiko Terada (Show-Ya)
- Texas Terri
- Sister Rosetta Tharpe
- Kristy Thirsk (Delerium, Rose Chronicles)
- Sandi Thom
- Irma Thomas
- Linda Thompson
- Tracey Thorn (Everything But The Girl)
- Tiffany
- Tigs (Chew Lips)
- Mary Timony (Helium, Autoclave, Wild Flag)
- Su Tissue (Suburban Lawns)
- Martina Topley-Bird
- Beth Torbert (Bif Naked)
- Emilíana Torrini
- Rachel Trachtenburg (Trachtenburg Family Slideshow Players)
- Sisely Treasure (Shiny Toy Guns)
- Jen Trynin
- Anna Tsuchiya
- Corin Tucker (Sleater-Kinney)
- KT Tunstall
- Jody Turner (Rock Goddess)
- Tina Turner
- Tarja Turunen
- Bonnie Tyler
- Judie Tzuke

## U
- Ari Up (The Slits, New Age Steppers)
- Sarah Utter (Bangs)

## V
- Tobi Vail (Bikini Kill)
- Tomiko Van (Do As Infinity)

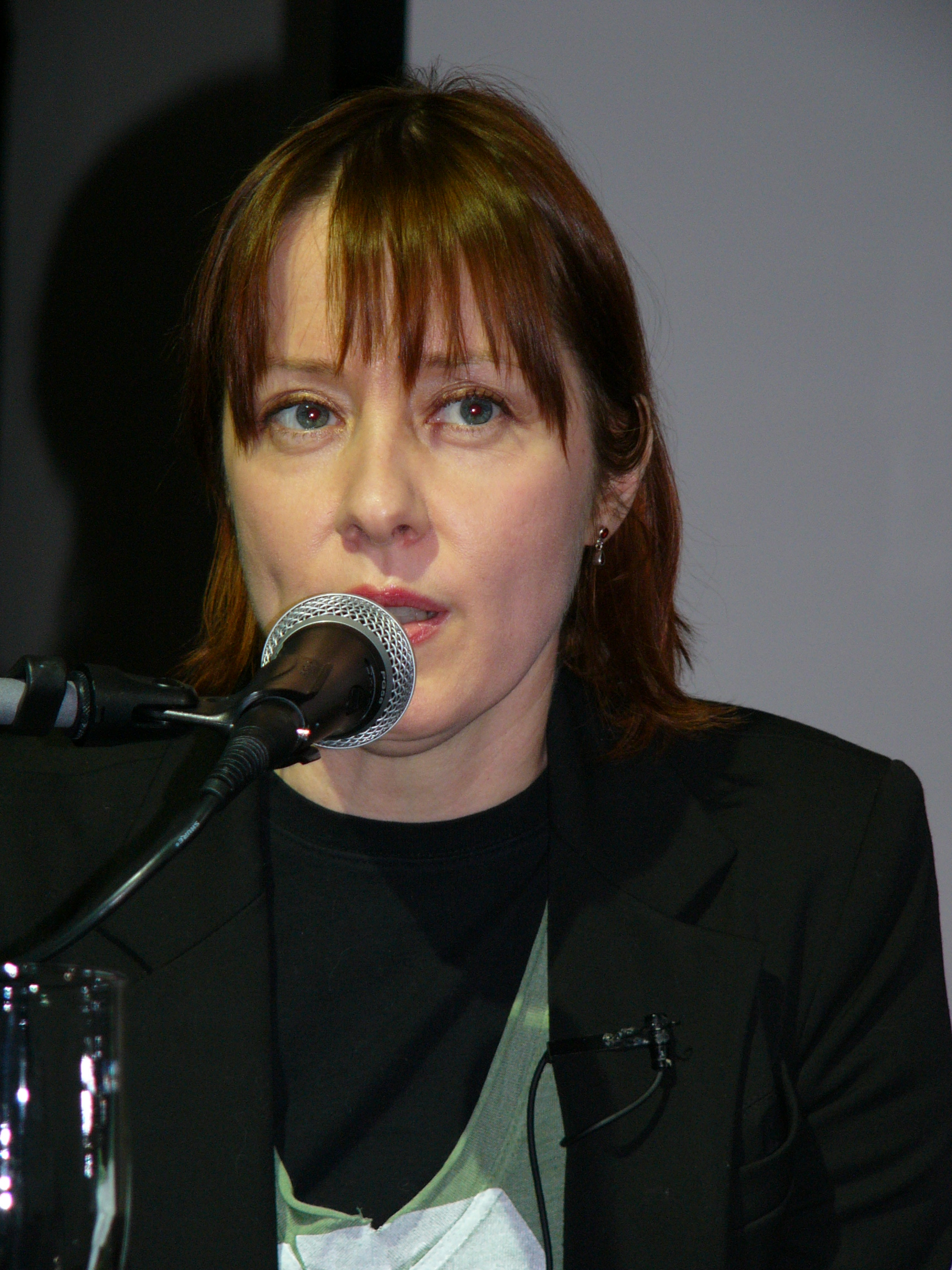
Suzanne Vega

- Marijne van der Vlugt (Salad, Cowboy Racer)
- Anneke van Giersbergen (The Gathering)
- Carol van Dyk (Bettie Serveert)
- Tara Vanflower (Lycia)
- Cherry Vanilla
- Suzanne Vega
- Mariska Veres (Shocking Blue)
- Selene Vigil (7 Year Bitch)
- Holly Beth Vincent (Holly and the Italians)
- Vivi (Aloha from Hell)

## W
- Dionne Warwick
- Mary Weiss (The Shangri-Las)

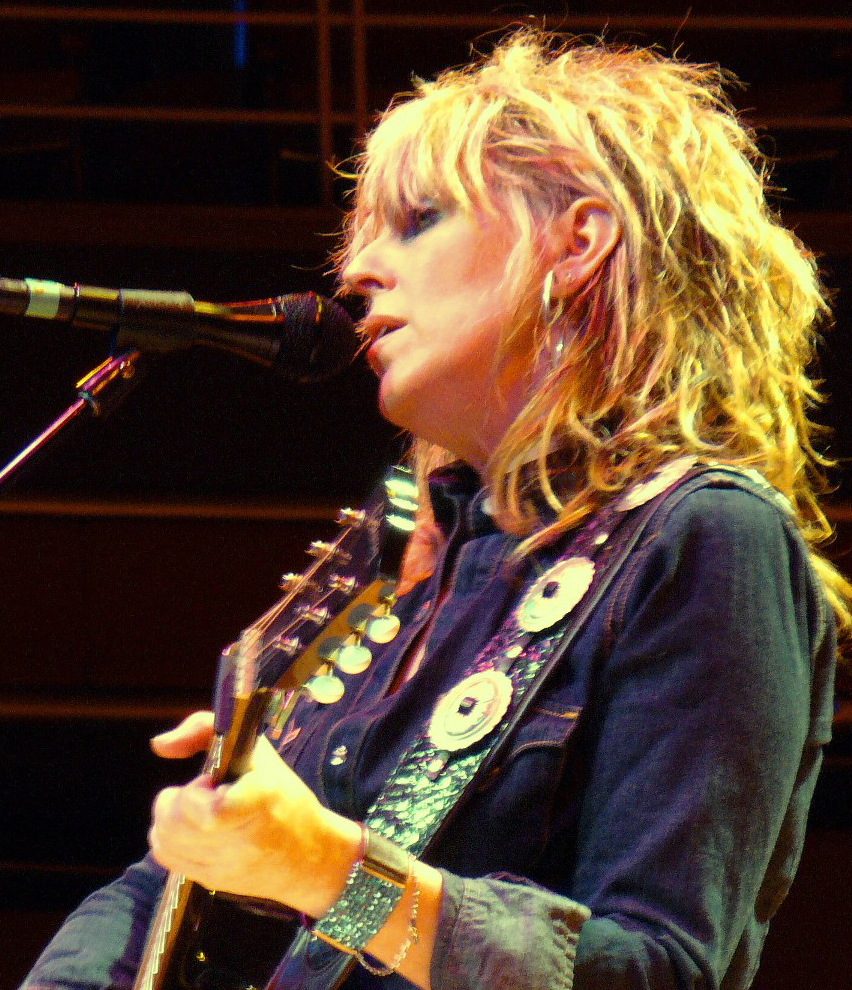
Lucinda Williams

- Florence Welch (Florence and the Machine)
- Louise Wener (Sleeper)
- Silje Wergeland (The Gathering, Octavia Sperati)
- Tina Weymouth (Talking Heads, Tom Tom Club)
- Harriet Wheeler (The Sundays)
- Emily Jane White
- Katie White (The Ting Tings)
- Meg White (The White Stripes)
- Mindy White (Lydia)
- Jane Wiedlin (The Go-Go's)
- Toyah Wilcox
- Kim Wilde
- Tess Wiley (Sixpence None the Richer)
- Hayley Williams (Paramore)
- Lucinda Williams
- Wendy O. Williams (Plasmatics)
- Ann Wilson (Heart)
- Cindy Wilson (The B-52's)
- Kaia Wilson (Adickdid, Team Dresch, The Butchies)
- Nancy Wilson (Heart)
- Amy Jade Winehouse
- Whitney Wolanin
- Allison Wolfe (Bratmobile, Partyline)
- Jen Wood (The Postal Service, Tattle Tale)
- Lesley Wood (Au Pairs)
- Holly Woods (Toronto)
- D'arcy Wretzky (The Smashing Pumpkins)
- Shannon Wright
- Wendy Wu (The Photos)

## Y
- Naoko Yamano (Shonen Knife)

## Z
- Pia Zadora
- Mary Lu Zahalan
- Mia Zapata (The Gits)
- Thalia Zedek (Live Skull)
- Zemfira
- Annette Zilinskas (The Bangles)
- Zola Jesus
- Andrea Zollo (Pretty Girls Make Graves)